# Auntie Mame
Auntie Mame (Brasil: A Mulher do Século / Portugal: Uma Tia dos Diabos) é um filme estadunidense de 1958, do gênero comédia dramática, realizado por Morton DaCosta e com roteiro baseado em romance de Patrick Dennis.

## Elenco
- Rosalind Russell.... Mame Dennis
- Forrest Tucker.... Beauregard Jackson Pickett Burnside
- Coral Browne.... Vera Charles
- Fred Clark.... Dwight Babcock
- Roger Smith.... Patrick Dennis
- Patric Knowles.... Lindsay Woolsey
- Peggy Cass.... Agnes Gooch
- Joanna Barnes.... Gloria Upson
- Pippa Scott.... Pegeen Ryan